# Liste de mouvements littéraires
Cette page liste les principaux mouvements ou courants littéraires de la littérature de langue française (romanesque, poétique, théâtrale, etc.), par époque.

## Mouvements littéraires du Moyen Âge
Littérature médiévale
- Littérature hagiographique
- Chanson de geste
- Poésie des troubadours
- Roman courtois
- Fabliau
- Grands rhétoriqueurs
- Poésie courtoise

## Mouvements littéraires duXVIesiècle
Littérature de la Renaissance
- Humanisme de la Renaissance
- La Pléiade
- Picaresque
- Ecole de Lyon

## Mouvements littéraires duXVIIesiècle
- Baroque
- Burlesque
- Classicisme
- Quiétisme
- Préciosité
- Moralisme

## Mouvements littéraires duXVIIIesiècle
- Illuminisme
- Roman gothique
- Préromantisme
- Libertins
- Lumières

## Mouvements littéraires duXIXesiècle
- Romantisme
- Réalisme
- Naturalisme
- Parnasse
- Symbolisme
- École romane
- Décadentisme
- Esthétisme

## Mouvements littéraires duXXesiècle
- Absurde
- Surréalisme
- École fantaisiste
- Oulipo
- Futurisme
- Courant de conscience
- Dadaïsme
- Populisme
- Réalisme socialiste
- Renaissance littéraire catholique en France
- Littérature prolétarienne
- Roman jdanovien français
- Existentialisme
- Néoréalisme
- Objectivisme
- École de Rochefort
- Théâtre de l'absurde
- Lettrisme
- Génération perdue
- Beat Generation
- Nouveau Roman
- Autofiction
- Réalisme magique
- Nouvelle fiction
- Imagisme
- Réalisme hystérique
- Post-humanisme
- Négritude

## Mouvements littéraires contemporains
- Sacraïsme